# Ilaria Capua
Ilaria Capua (ur. 21 kwietnia 1966 w Rzymie) – włoska badaczka, wirusolog i lekarz weterynarii, należąca do najbardziej znanych naukowców zajmujących się m.in. ptasią grypą, a także deputowana.

## Życiorys
W 1989 ukończyła weterynarię na Uniwersytecie w Perugii. Odbyła studia podyplomowe z zakresu zdrowia i higieny zwierząt na Uniwersytecie w Pizie, doktorat uzyskała na Uniwersytecie Padewskim.
Jako badaczka naukowa współpracowała w charakterze eksperta m.in. z WHO i Komisją Europejską. Od 1999 zaangażowała się w badania poświęcone ptasiej grypie. Rozwijała tzw. strategię DIVA (Differentiating Vaccinated from Infected Animals) dotyczącą odróżniania ptaków szczepionych, zakażonych i niezakażonych. Procedury te zostały oficjalne przyjęte jako zalecane przez m.in. Unię Europejską. W 2000 postulowała szczepienie ptactwa hodowlanego, które to rozwiązanie nie było wówczas jeszcze powszechnie stosowane.
W 2006, krytykując funkcjonowanie prowadzonej przez WHO zamkniętej bazy danych, opublikowała zsekwencjonowany genom wariantu wirusa H5N1 w otwartym dostępie. Zaapelowała również do innych naukowców, aby przez wzgląd na dobro publiczne uczynili tak samo, nawet kosztem liczby publikacji. Jej czyn wywołał ożywioną dyskusję w globalnym środowisku naukowym. W latach 2005–2009 kierowała OFFLU, siecią informacji na temat grypy zwierząt zorganizowaną przez FAO i OIE. W 2006 zainicjowała list do „Nature”, w którym kilkudziesięciu naukowców (w tym 7 noblistów), krytykując dotychczasowe rozwiązania jako niewystarczające, zapowiedziało powołanie GISAID – globalnej instytucji wymiany informacji o grypie.
W 2008 znalazła się wśród laureatów nagrody przyznawanej przez miesięcznik „Scientific American”. W 2011 University of Pennsylvania przyznał jej „Penn Vet World Leadership in Animal Health Award”, zaliczaną do najbardziej prestiżowych nagród w medycynie weterynaryjnej.
W 2013 z listy Wyboru Obywatelskiego w ramach koalicji Z Montim dla Włoch uzyskała mandat posłanki do Izby Deputowanych na XVII kadencję. W kwietniu 2014 na łamach tygodnika „L’Espresso” dziennikarz Lirio Abbate ujawnił, że badaczka znalazła się wśród osób objętych śledztwem w sprawie rzekomej sprzedaży wirusa firmom farmaceutycznych, które miały go wykorzystać do wywołania epidemii celem zwiększenia sprzedaży szczepionek. Ilaria Capua została następnie zaatakowana w parlamencie przez jedną z posłanek Ruchu Pięciu Gwiazd, której wystąpienie w Internecie spopularyzowali Beppe Grillo oraz Giulia Grillo. Po stronie badaczki stał natomiast dziennik „Corriere della Sera”, przedstawiający jej przypadek jako świadectwo panującej we Włoszech „nienawiści do nauki”. W lipcu 2016 sąd oczyścił Ilarię Capuę z zarzutów (oddalając je w postępowaniu wstępnym, wskazując co do zasady na brak podstaw oskarżenia oraz sugerując podejrzenie sfabrykowania części materiałów). Ilaria Capua zrezygnowała jednak z mandatu deputowanej we wrześniu 2016. Karierę naukową kontynuowała na Uniwersytecie Florydy (objęła funkcję dyrektora centrum One Health Center of Excellence for Research and Training na tej uczelni). Oskarżyła także Liria Abbatego o zniesławienie; sędzia śledczy w 2018 oddalił zarzuty, uznając, że dziennikarz działał w interesie społecznym.

## Życie prywatne
Zamężna z Richardem J.W. Currie, z którym ma córkę (ur. 2004).